# Théodule Ribot

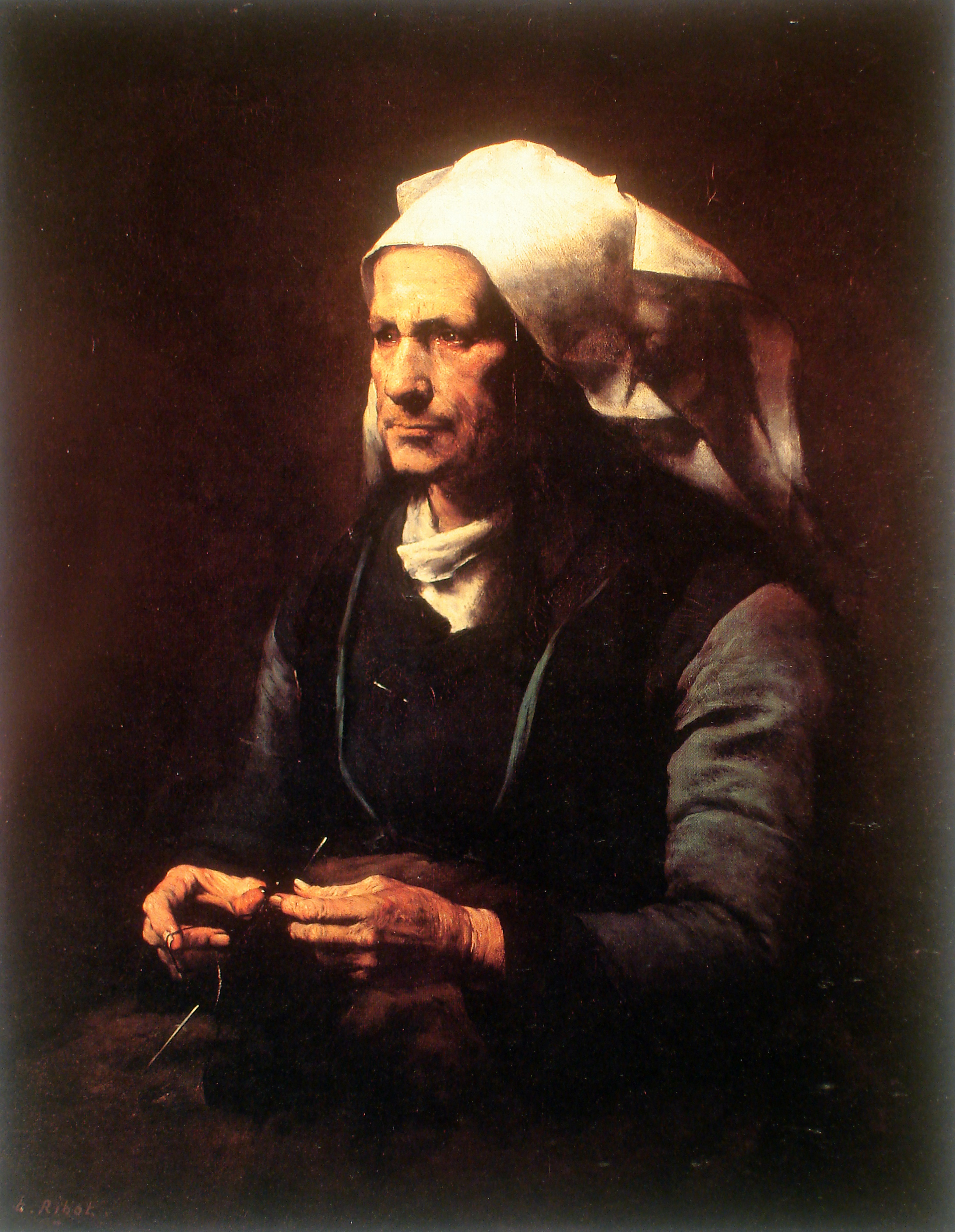
Anciana bretona.

Théodule-Augustin Ribot (8 d'agost de 1823- 11 de setembre de 1891) va ser un pintor francès especialitzat en el realisme.
Va néixer a Saint-Nicolas-d'Attez, i va estudiar a l'École des Arts et Métiers de Chalons abans de traslladar-se a París el 1845. Allà va trobar feina de decoració de marcs daurats per un fabricant de miralls. També va estudiar al taller d'Auguste-Barthélémy Glaize. Després d'un viatge a Algèria el 1848, va tornar el 1851 a París, on va continuar fent la seva vida com a artesà.
Va debutar al Saló de París el 1861 amb diverses pintures de temes de cuina. Els col·leccionistes van comprar les obres, i els seus quadres als Salons de 1864 i 1865 van ser premiats amb medalles.
El 1878, Ribot va rebre la Legió d'Honor. En aquesta època, ja malalt, va deixar de pintar i es va traslladar a Colombes, on va morir el 1891.